# Seguretat nacional

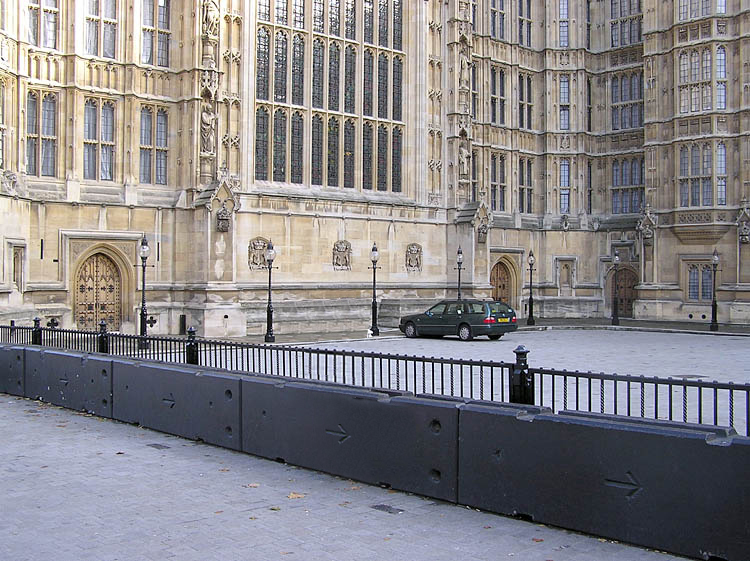
Les mesures de seguretat adoptades per protegir el Palau de Westminster a Londres, Regne Unit. Aquests pesats blocs de formigó estan dissenyats per evitar que un cotxe bomba o un altre dispositiu s'estavelli contra l'edifici.

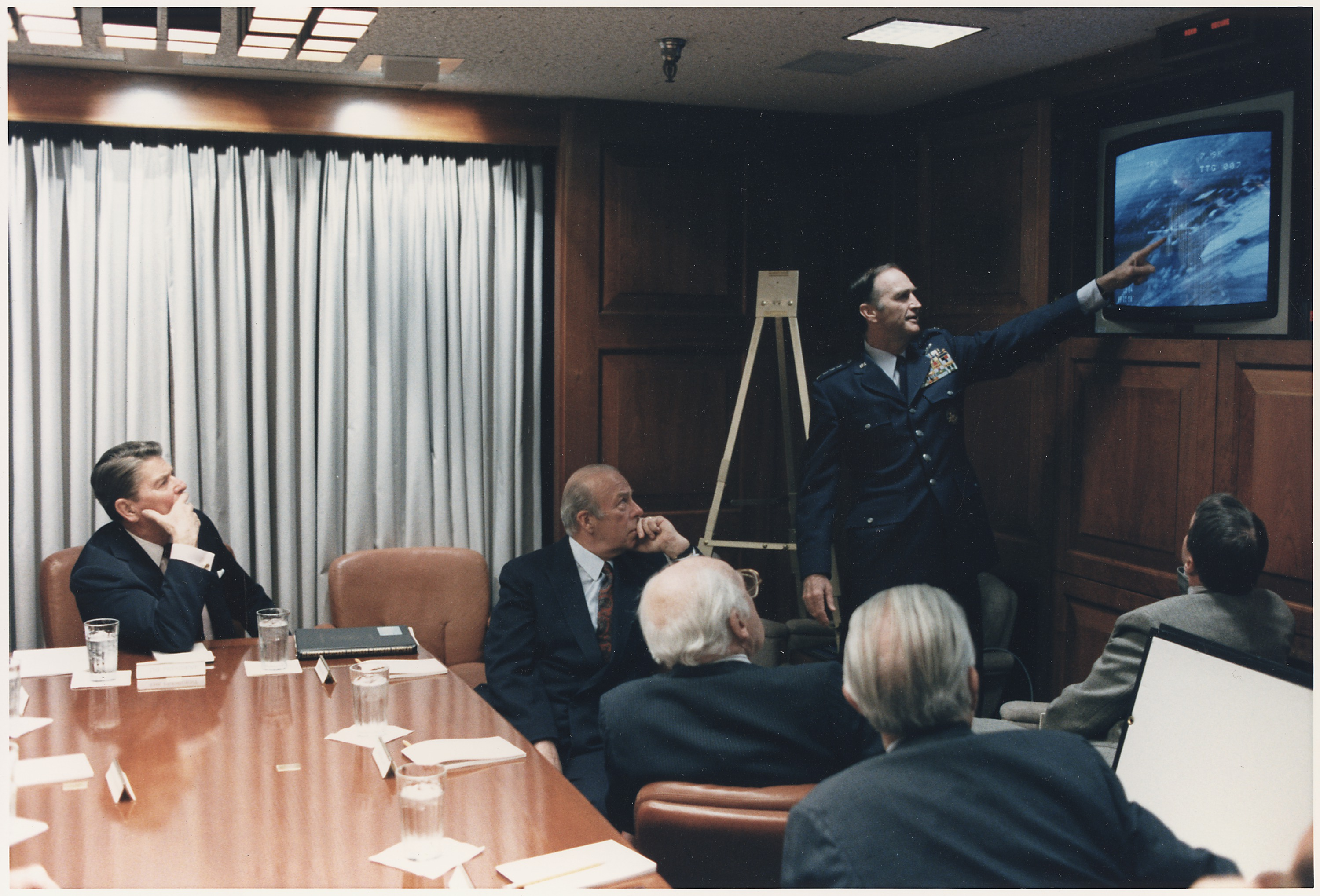
El President Reagan en una reunió informativa amb el personal del Consell de Seguretat Nacional pel bombardeig de Líbia el 15 d'abril de 1986

Seguretat nacional és el requisit de mantenir la supervivència de l'estat mitjançant l'ús del poder econòmic, diplomàcia, projecció de poder i poder polític.
El concepte ha sigut desenvolupat sobretot en els Estats Units després de la Segona Guerra Mundial. Inicialment se centra en el poder militar, que ara abasta una àmplia gamma de facetes, dels quals incideixen en la seguretat no militar o econòmica de la nació i els valors defensats per la societat nacional. En conseqüència, per tal de posseir la seguretat nacional, una nació ha de tenir seguretat econòmica, seguretat energètica, seguretat de l'entorn, etc. Les amenaces de seguretat no només afecten enemics convencionals com les altres nacions-estats sinó també d'actors no estatals, com ara actors violents no estatals, càrtels de narcòtics, multinacionals i organitzacions no governamentals; algunes autoritats inclouen els desastres naturals i els esdeveniments que causen greus danys ambientals en aquesta categoria.
Les mesures adoptades per garantir la seguretat nacional inclouen:
- utilitzar la diplomàcia per reunir aliats i aïllar les amenaces
- reunir el poder econòmic per facilitar o obligar a la cooperació
- manteniment eficaç de les forces armades
- implementar mesures de defensa civil i preparació per a emergències (incloent la legislació contra el terrorisme)
- assegurar la capacitat de resistència i redundància de les infraestructures crítiques
- utilitzar serveis d'intel·ligència per detectar i derrotar o evitar amenaces i l'ús de l'espionatge, com també protegir la informació classificada
- utilitzar serveis de contraespionatge o policia secreta per protegir la nació de les amenaces internes

## Per a més informació
- Bhadauria, Sanjeev. National Security. Allahabad: Dept. of Defence and Strategic Studies, University of Allahabad, 2002.
- Brzezinski, Zbigniew. Power and Principle: Memoirs of the National Security Adviser, 1977–1981. New York: Farrar, Straus, Giroux, 1983.
- Chen, Hsinchun. National Security. Amsterdam: Elsevier, 2007.
- Cordesman, Anthony H. Saudi Arabia National Security in a Troubled Region. Santa Barbara, Calif: Praeger Security International, 2009.
- Jordan, Amos A., William J. Taylor, Michael J. Mazarr, and Suzanne C. Nielsen. American National Security. Baltimore, Md: Johns Hopkins University Press, 1999.
- MccGwire, Michael. Perestroika and Soviet National Security. Washington, D.C.: Brookings Institution, 1991.
- Mueller, Karl P. Striking First: Preemptive and Preventive Attack in U.S. National Security Policy. Santa Monica, CA: RAND Project Air Force, 2006.
- National Research Council (U.S.). Beyond "Fortress America": National Security Controls on Science and Technology in a Globalized World. Washington, D.C.: National Academies Press, 2009.
- Rothkopf, David J. Running the World: The Inside Story of the National Security Council and the Architects of American Power. New York: PublicAffairs, 2005.
- Ripsman, Norrin M., and T. V. Paul. Globalization and the National Security State. Oxford: Oxford University Press, 2010.
- Tal, Israel. National Security: The Israeli Experience. Westport, Conn: Praeger, 2000.
- Tan, Andrew. Malaysia's security perspectives. Canberra : Strategic and Defence Studies Centre, Australian National University, 2002
- Scherer, Lauri S. National Security. Detroit: Greenhaven Press, 2010.
- «Defense». A: David R. Henderson (ed.). Concise Encyclopedia of Economics. 2a edició.  Indianapolis: Library of Economics and Liberty, 2008. ISBN 978-0865976658. OCLC 237794267.